# Kylix (geslacht)
Kylix is een geslacht van weekdieren uit de klasse van de Gastropoda (slakken).

## Soorten
- Kylix alcyone (Dall, 1919)
- Kylix contracta McLean & Poorman, 1971
- Kylix halocydne (Dall, 1919)
- Kylix hecuba (Dall, 1919)
- Kylix ianthe (Dall, 1919)
- Kylix impressa (Hinds, 1843)
- Kylix panamella (Dall, 1908)
- Kylix paziana (Dall, 1919)
- Kylix rugifera (Sowerby I, 1834)
- Kylix woodringi McLean & Poorman, 1971
- Kylix zacae Hertlein & Strong, 1951